# Spiophanes anoculata
Spiophanes anoculata är en ringmaskart som beskrevs av Hartman 1960. Spiophanes anoculata ingår i släktet Spiophanes och familjen Spionidae. Inga underarter finns listade i Catalogue of Life.